# آموس مادن ثاير
آموس مادن ثاير (بالإنجليزية: Amos Madden Thayer)‏ هو قاضي ومحامي أمريكي، ولد في 10 أكتوبر 1841 في مينا في الولايات المتحدة، وتوفي في 24 أبريل 1905 في سانت لويس في الولايات المتحدة.